# 傣倰
傣倰（另译傣楞或傣来），又称傣亮、红掸，缅甸的一支少数民族。

## 概述
该民族为掸族和缅族混血后裔。因其肤色较掸族深一点，所以缅族将其称为“红掸”。他们居于上缅甸，讲傣来语。